# أرماندو فيريرا
أرماندو فيريرا (23 ديسمبر 1919 بباريرو في البرتغال - 31 يوليو 2005) هو لاعب كرة قدم برتغالي في مركز الهجوم. شارك مع منتخب البرتغال لكرة القدم. أما مع النوادي، فقد لعب مع سبورتينغ لشبونة ونادي بايرنسيه.

## وصلات خارجية
- أرماندو فيريرا على موقع قاعدة بيانات كرة القدم.إي يو (الإنجليزية)
- أرماندو فيريرا على موقع ناشيونال فوتبول تيمز (الإنجليزية)